# Шрёдер, Оскар
О́скар Шрёдер (нем. Oskar Schröder, 6 февраля 1891 года, Ганновер — 26 января 1959 года, Мюнхен) — нацистский военный преступник. Профессор, доктор медицины. Генерал-полковник медицинской службы (нем. Generaloberstabsarzt) (1944). В 1944—1945 годах начальник медицинской службы Военно-воздушных сил Германии.

## Биография
Пехотный военный врач в годы Первой мировой войны. В период до 1931 года в качестве медицинского работника служил в различных воинских подразделениях Веймарской республики. 1 января 1931 года был назначен консультант-референтом по делам военных госпиталей и терапии при армейском медицинском инспекторате в звании майора медицинской службы (нем. Oberstabsarzt).
С 1935 года — начальник штаба генерал-майора медицинской службы Эриха Гиппке, возглавлявшего медицинский отдел министерства авиации Рейха. В феврале 1940 года назначен военным врачом 2-го воздушного флота в звании генерал-лейтенанта медицинской службы (нем. Generalstabsarzt). С 1 января 1944 г. Шрёдер заменил Гиппке в качестве руководителя медицинской службы Люфтваффе. Одновременно получил звание генерал-полковника медицинской службы (нем. Generaloberstabsarzt) — самое высокое из доступных в медицинском ведомстве. С этого времени все медицинские работники Люфтваффе были подчинены ему прямо или косвенно. Возглавлял медицинскую службу Военно-воздушных сил Рейха до 8 мая 1945 г.
В ходе Нюрнбергского процесса над врачами американским военным трибуналом Шрёдеру было предъявлено обвинение в санкционировании и проведении медицинских экспериментов над узниками концлагерей и военнопленными. Обвинением была рассмотрена причастность Шрёдера к проведению опытов для ВВС по изучению воздействия на организм сверхнизких температур, сверхнизкого и высокого давления, экспериментов по разработке вакцины от эпидемической желтухи, тифа и др., опытов с газами. 20 августа 1947 года Шрёдер был признан виновным и приговорён к пожизненному тюремному заключению.
Благодаря ходатайству Комиссии о помиловании американским Верховным комиссаром для Германии Джоном Дж. Макклоем срок заключения для Шрёдера был сокращён до 15 лет. Из американской тюрьмы Ландсберг досрочно вышел в 1954 году. Умер в Мюнхене 26 января 1959 г.